# Giovanni Bedini
Giovanni Paolo Bedini (Bologna, 25 dicembre 1844 – Bologna, 14 marzo 1924) è stato un pittore italiano. È noto soprattutto per le sue opere ad acquerello.

## Biografia

### Infanzia e formazione
Giovanni Paolo Bedini nacque a Bologna il 25 dicembre 1844, figlio terzogenito di Filippo Bedini e Orsola Zacchi. Frequentò a partire dal 1862 l'Accademia Nazionale di Belle Arti di Bologna, dove si mostrò subito particolarmente versatile e dotato, specialmente nella prospettiva architettonica e negli esercizi di figura. A questo periodo risalgono lavori come Interno Rinascimentale (1865-67 ca.) e Interno di palazzo senatorio e cortile (1865-70 ca.), quest'ultimo già indicativo di una particolare predisposizione e padronanza della tecnica dell'acquerello.

### Prime esposizioni
Il suo debutto avvenne nel 1867, ancora studente all'Accademia, in occasione della II Esposizione Triennale delle Accademie dell'Emilia, tenutasi a Reggio Emilia, durante la quale presentò due opere di genere storico, all'epoca ancora particolarmente apprezzato; in una delle due opere si poté già riconoscere uno dei tratti che sarebbero poi diventati sua cifra stilistica, l'attenzione per i dettagli e la splendida resa degli ambienti domestici e della loro intimità e quotidianità.
In seguito espose a Torino (1872), Ferrara (1875), Genova (1876), Firenze (1877) e a Milano (1876, 1893, 1895, 1906).
Negli anni successivi al diploma, ottenuto nel 1870, soggiornò diverse volte all'estero in compagnia di Mario de Maria, Luigi Serra e Raffaele Faccioli, in Austria, Germania e Francia, che gli permisero di stringere rapporti con i mercanti d'arte locali (con un'importante collaborazione con Goupil) e di trarre ispirazione dagli artisti post-romantici e veristi tedeschi e pittori di genere francesi cui fu esposto (tra questi, ricordiamo in modo particolare Adolph von Menzel e Carl Spitzweg, ma soprattutto Jean-Georges Vibert e Jean-Louis-Ernest Meissonier).

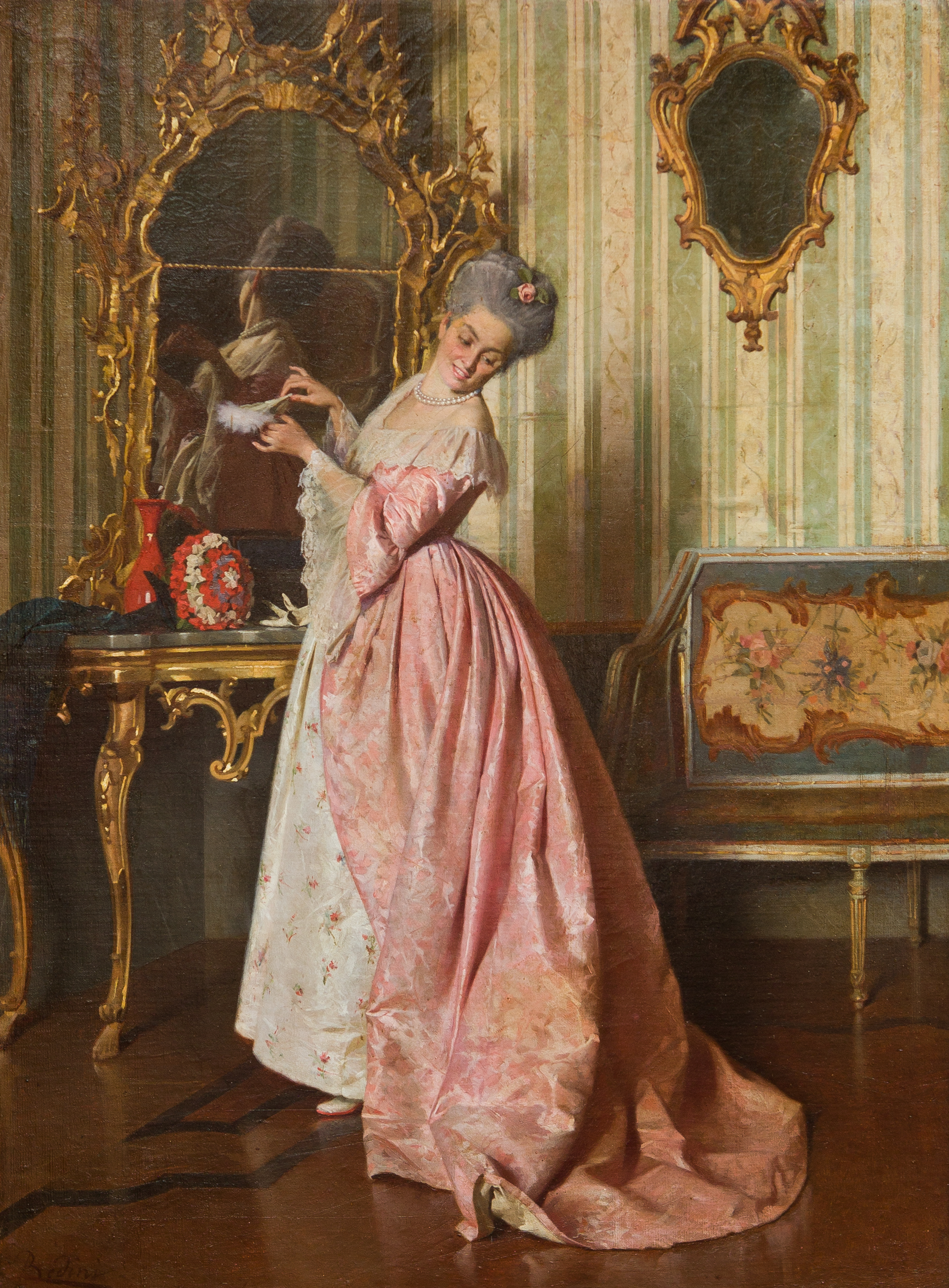
La veste nuova (1874-75), olio su tela, 50x37cm, coll. Museo Ottocento Bologna

### Maturità
Affermandosi come pittore e ricevendo diversi premi ed apprezzamenti della critica nel corso delle esposizioni (tra cui, già giovanissimo, quello in Architettura nel 1863, in Decorazione e Figura nel 1864, in Prospettiva nel 1865, in Pittura nel 1866 e nella Figura delle statue e Anatomia nel 1867), fondò nel 1885, insieme al Circolo Artistico Bolognese, la Scuola Professionale per Arti Decorative (divenuta poi Regia Scuola per Industrie Artistiche di Bologna, in seguito denominata Istituto d'Arte ed infine accorpata nel 2000 al Liceo artistico Francesco Arcangeli), della quale fu prima docente e poi Capo di Istituto dal 1907 al 1922. Nel 1894 fu inoltre chiamato ad insegnare Elementi di Figura presso l'Accademia bolognese.
La sua carriera giunse al coronamento negli anni '90, periodo in cui produsse le sue opere di miglior qualità, come La nuova composizione (1890-95 ca.) e La violinista (1890-1900 ca.).
Sempre nell'ultimo decennio del 1800 si dedicò anche alla produzione di grafiche pubblicitarie ed alla ritrattistica, riducendo la produzione di acquerelli. In questo periodo guarda con interesse alle tecniche della scapigliatura.
Databili al primo decennio del 1900 sono invece le leggere influenze impressionistiche e macchiaiole visibili nei lavori Rimembranze e La ricamatrice.

### Morte
Non esistono documentazioni attestate riguardo alla parte finale della vita di Bedini, si sa tuttavia che, dopo un discreto successo artistico, morì in condizioni di indigenza, senza un testamento.
Morì a causa di una crisi di bronchite cronica il 14 marzo 1924, con a fianco la figlia Giulia, che ereditò i disegni, i bozzetti e i quadri del padre.
Le sue ceneri si trovano attualmente nel Cinerario del Cortile del cimitero monumentale della Certosa di Bologna.

## Vita privata
Nel 1873 o 1874 sposò Erminia Fabbri, da cui ebbe il figlio Filippo Giuseppe, nato nel 1874 e morto innanzi tempo a soli 18 anni, nel 1892.
Questo primo matrimonio fu di breve durata (probabilmente a causa del decesso di Erminia, di cui non si sa nulla), e terminato sicuramente prima del 1885, anno in cui sposò Gaetana Teresa Rossi, con la quale rimarrà sposato per tutta la vita, fino alla morte di lei.
Da Gaetana ebbe una figlia, Giulia Giuseppina Laura, che divenne in seguito una virtuosa arpista.

## Stile

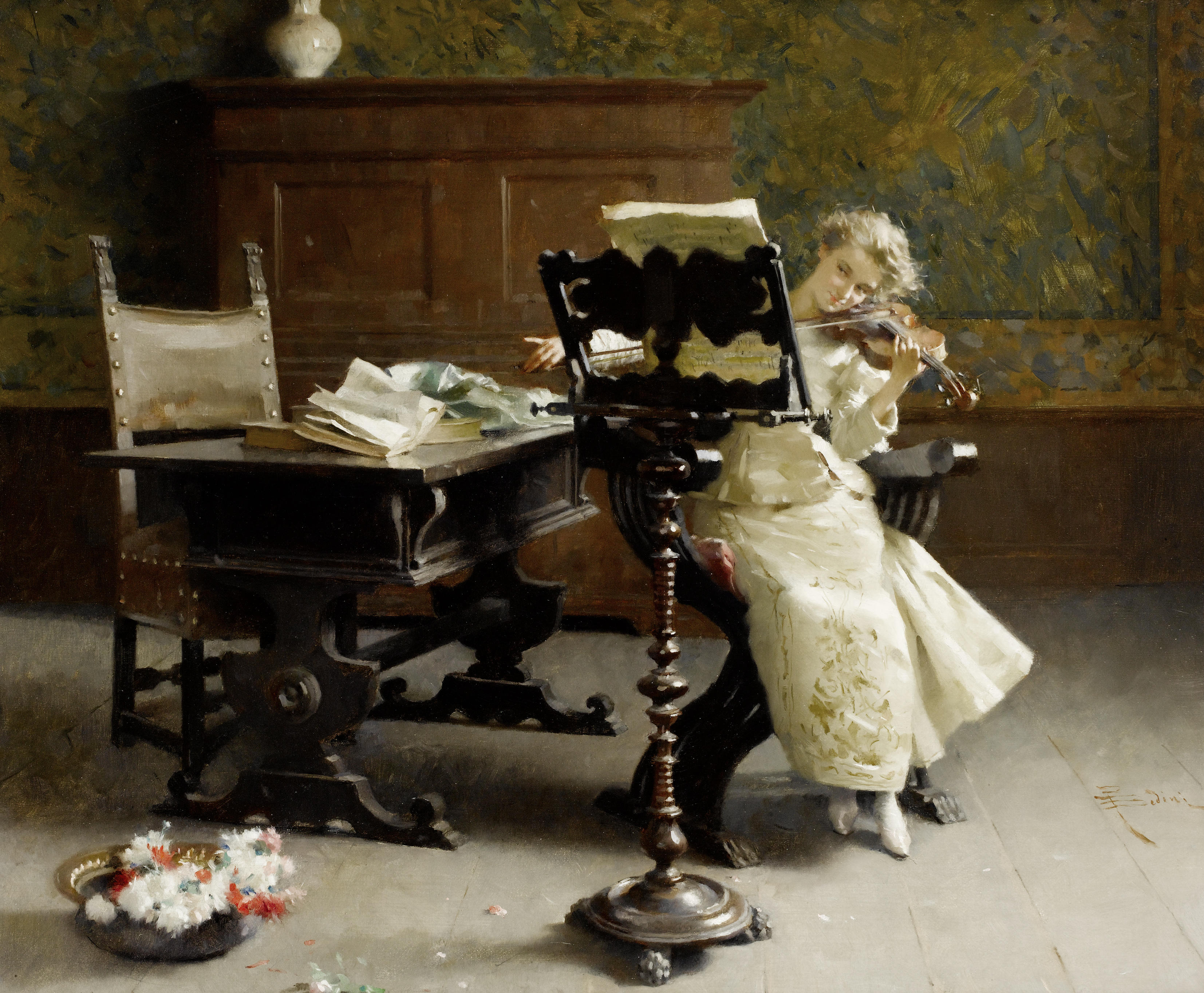
La violinista (1890-1900 ca.), olio su tela, 42x50cm, coll. privata

Sebbene non un grande innovatore, Paolo Bedini si mantenne sempre aggiornato sugli sviluppi della pittura a lui contemporanea, sia italiana che europea. La sua produzione fu rivolta alla ricerca della perfezione formale, alla padronanza delle tecniche accademiche che osservò dai maestri suoi predecessori ma associando ad esse la modernità delle tematiche, ispirandosi in questo a pittori coevi.
Tipico della sua produzione fu l'interesse per il quotidiano, sempre concentrandosi sulla rappresentazione di scene allegre, giocose e spensierate, particolarmente in voga negli ambienti del medio e piccolo collezionismo, bandendo (già a partire dagli inizi della sua carriera fuori dall'Accademia, nei primi anni '80) ogni riferimento alla retorica patriottica e storica.
I personaggi delle sue opere sono esponenti di una società borghese, entusiasta e un po' viveuse, raccontati con una velata ironia atta a rappresentare un'Italia post-unitaria ricca di fermento e contraddizioni, senza tuttavia voler sottintendere implicazioni morali.
Dal punto di vista tecnico, particolarmente interessante risultò la sua capacità di rendere fedelmente la trama e la consistenza delle stoffe, i dettagli dell'arredamento e gli effetti d'ombra ottenuti grazie a fonti di luce laterali, nonché dei particolari fisionomici.
La sua produzione più importante (non solo perché più nota a causa della dispersione delle opere ad olio in varie collezioni private) fu quella ad acquerello, della quale fu un grande interprete.